# المرأة العنكبوت (فلم)
المرأة العنكبوت  (بالإنجليزية: The Spider Woman) فيلم من سلسلة أفلام شرلوك هولمز انتج عام 1943 مأخوذ عن رواية شرلوك هولمز من تأليف ارثر كونان دويل ومن تمثيل بازل راثبون .

## مقالات ذات صلة
- شرلوك هولمز

## روابط خارجية
- مقالات تستعمل روابط فنية بلا صلة مع ويكي بيانات